# Meerrettichperoxidase
Die Meerrettichperoxidase – meist als HRP, von engl. horseradish peroxidase, abgekürzt – ist eine Peroxidase aus dem Meerrettich, die als eines der drei häufigst verwendeten Reporterenzyme in der Biochemie eingesetzt wird.

## Eigenschaften
Die Meerrettichperoxidase katalysiert die Reduktion von verschiedenen Peroxiden, meistens Wasserstoffperoxid. Sie ist ein Metalloenzym aus der Ferroprotoporphyringruppe der Peroxidasen. Sie besitzt eine Molmasse von etwa 44 kDa, die sich aus dem Proteinanteil (33.890 Dalton), Hämin und Ca2+-Ionen (circa 700 Dalton) und der Glykosylierung (9.400 Dalton) zusammensetzt. Für die katalysierte Redoxreaktion wird Häm als Cofaktor im aktiven Zentrum verwendet.
In geringem Umfang wird die HRP durch die Dismutation von Wasserstoffperoxid inaktiviert, dagegen werden Nitroxide wie 2,2,6,6-Tetramethyl-piperidin-N-oxyl (TPO) oder 4-OH-TPO zugesetzt. Die Stabilität der HRP nimmt in Anwesenheit von Phosphaten ab. Der optimale pH-Wert-Bereich für maximale Enzymaktivität liegt zwischen pH 6 und 6,5. Bei pH 7,5 liegt die Enzymaktivität bei 84 % des Maximalwerts. Die Proteinfaltung und die Enzymaktivität sind stabil zwischen pH 5 und 9.
Die Meerrettichperoxidase liegt in sieben Isoenzymen vor, deren isoelektrische Punkte zwischen pH 3 und pH 9 liegen. Die Isoenzyme unterscheiden sich auch in ihren Glykosylierungen und den Anteilen an Galactose, Arabinose, Xylose, Fucose, Mannose, Mannosamin und Galactosamin.

## Inhibitoren
Hemmstoffe der HRP sind Natriumazid, Cyanid, L–Cystin, Dichromat, Ethylenthioharnstoff, Hydroxylamin, Sulfid, Vanadat, p-Aminobenzoesäure, Cd2+, Co2+, Cu2+, Fe3+, Mn2+, Ni2+ und Pb2+.

## Gewinnung
Die Meerrettichperoxidase wird industriell aus Meerrettich isoliert. Bei der Proteinreinigung der HRP wird die Reinheitszahl (RZ) als Verhältnis der Extinktionen bei den Wellenlängen 403 und 275 nm bestimmt. Dabei wird der Hämingehalt bestimmt, der nicht unbedingt mit einer hohen Enzymaktivität einhergeht. Die RZ sollte bei der HRP für eine Kopplung an Antikörper über 3 liegen. Als Kopplungsmethoden für die Meerrettichperoxidase werden unter anderem Oxidation mit Natriumperiodat und die reduktive Aminierung mit Natriumcyanoborhydrid (an den Glykosylierungen), die Reaktion mit Sulfosuccinimidyl-4-(N-maleimidomethyl)cyclohexan-1-carboxylat (Sulfo-SMCC) und 2-Mercaptoethylamin oder die Reaktion mit SMCC, N-Succinimidyl-S-acetylthioacetat (SATA) und Succinimidyl-3-(2-pyridyldithio)propionat (SPDP) eingesetzt.
Eine Herstellung der HRP als rekombinantes Protein in E. coli führt zu Ausbeuten, die in höheren Produktionskosten resultieren.

## Verwendung
Die HRP wird zur Herstellung von optisch aktiven Hydroperoxiden verwendet. Sie wird auch bei einer Immunfärbung als Teil eines Immunkonjugates eingesetzt, das z. B. bei immunhistochemischen Techniken in der Histologie, beim ELISA, beim Western Blot und beim ELISpot. Die HRP besitzt sechs Lysine, die zur Molekülmarkierung verwendet werden können. Daneben kann auch ein Molekül an Cysteine in vier Disulfidbrücken der HRP gekoppelt werden. Als Vernetzer der HRP mit anderen Proteinen werden unter anderem Periodsäure und Glutaraldehyd verwendet. Der Meerrettichperoxidase wird Wasserstoffperoxid als eines der beiden Substrate angeboten. Aus der Spaltung des Wasserstoffperoxids wird das vorher fast farblose Chromogen zu seinem farbigen Endprodukt oxidiert.
Alternativ werden die alkalische Phosphatase (AP) und die β-Galactosidase (βGal) als Reporterenzyme eingesetzt. Im Vergleich zur AP ist die HRP kleiner, stabiler und kostengünstiger. Die HRP hat zudem eine höhere Wechselzahl als beide Alternativen, wodurch höhere Produktbildungsraten entstehen, die bei einer Chemilumineszenz oftmals gewünscht sind. Aufgrund der Glykosylierungen der HRP entstehen weniger unspezifische Protein-Protein-Interaktionen durch hydrophobe Effekte.
Weiterhin wird die HRP zur Oxidation von Aromaten mit Hydroxygruppe aus industriellen Abwässern untersucht.

## Substrate

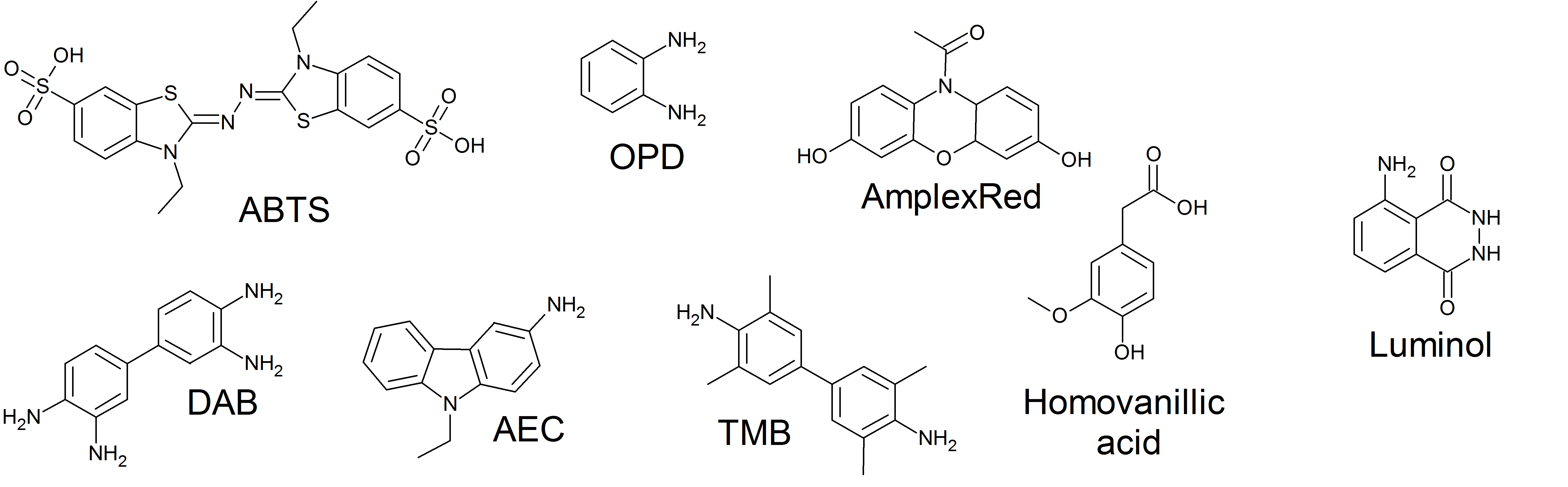
Verschiedene Substrate der HRP

Die Chemilumineszenzreaktion des Luminols oder anderer Dioxetane lässt sich durch diese Peroxidase katalysieren. Daneben bildet die HRP mit verschiedenen Chromogenen farbige oder fluoreszente Reaktionsprodukte.

### Substrate für Chemilumineszenz
- Luminol und andere Dioxetane, meistens mit einem Chemilumineszenz-Verstärker (engl. ECL enhancer) wie p-Iodphenol,[17] 4-Iodphenylboronsäure[18] oder Analoga, früher auch p-Cumarsäure.[18]

### Substrate für Fluoreszenz
- Tyramin
- Homovanillinsäure
- 4-Hydroxyphenylessigsäure

### Substrate für Farbreaktionen
- ABTS
- AEC (3-Amino-9-ethylcarbazol) bildet ein in Wasser unlösliches rosenrotes Endprodukt
- CN (4-Chlor-1-naphthol) reagiert unter Bildung eines blauen Farbstoffs
- DAB (3,3′-Diaminobenzidin) bildet ein in Wasser unlösliches braunes Endprodukt
- TMB (Tetramethylbenzidin) bildet ein in Wasser unlösliches blaues Endprodukt, welches beim Abstoppen der Reaktion mit Schwefelsäure einen stabilen gelben Farbkomplex bildet
- ortho-Phenylendiamin bildet einen löslichen Farbstoff